# Premiul Globul de Aur pentru cea mai bună actriță în rol secundar (tv)
Premiul Globul de Aur pentru cea mai bună actriță într-un rol secundar într-o producție de televiziune este unul dintre premiile care se acordă anual la gala Premiile Globul de Aur, și este decernat de Asociația de presă străină de la Hollywood (Hollywood Foreign Press Association, HFPA).
A fost acordat prima dată la gala a 28-a, la 5 februarie 1971, sub titulatura Cea mai bună actriță într-un rol secundar într-un serial de televiziune. În 1980, numele categoriei a fost schimbat în Cea mai bună actriță într-un rol secundar într-un serial de televiziune, miniserie sau film de televiziune. Din 2023, se acordă două premii, unul pentru seriale, celălalt pentru miniserii sau filme de televiziune.

## Câștigători

### Anii 1970
- 1970: Gail Fisher	– Mannix
- 1971: Sue Ane Langdon	– Arnie
- 1972: Ruth Buzzi – Rowan and Martin's Laugh-In
- 1973: Ellen Corby – The Waltons
- 1974: Betty Garrett – All in the Family
- 1975: Hermione Baddeley – Maude
- 1976: Josette Banzet – Rich Man, Poor Man
- 1977: Nu s-a acordat
- 1978: Polly Holliday - Alice
- 1979: Polly Holliday - Alice

### Anii 1980
- 1980: Valerie Bertinelli - One Day at a Time și Diane Ladd - Alice
- 1981: Valerie Bertinelli - One Day at a Time
- 1982: Shelley Long - Cheers
- 1983: Barbara Stanwyck - The Thorn Birds
- 1984: Faye Dunaway - Ellis Island
- 1985: Sylvia Sidney - An Early Frost
- 1986: Olivia de Havilland - Anastasia: The Mystery of Anna
- 1987: Claudette Colbert - The Two Mrs. Grenvilles
- 1988: Katherine Helmond - Who's the Boss?
- 1989: Amy Madigan - Roe vs. Wade

### Anii 1990
- 1990: Piper Laurie – Twin Peaks
- 1991: Amanda Donohoe – L.A. Law
- 1992: Joan Plowright – Stalin
- 1993: Julia Louis-Dreyfus – Seinfeld
- 1994: Miranda Richardson – Fatherland
- 1995: Shirley Knight – Indictment: The McMartin Trial
- 1996: Kathy Bates – The Late Shift
- 1997: Angelina Jolie – George Wallace
- 1998: Faye Dunaway – Gia și Camryn Manheim – The Practice
- 1999: Nancy Marchand – The Sopranos

### Anii 2000
- 2000: Vanessa Redgrave – If These Walls Could Talk 2
- 2001: Rachel Griffiths – Six Feet Under
- 2002: Kim Cattrall – Sex and the City
- 2003: Mary-Louise Parker – Angels in America
- 2004: Anjelica Huston – Iron Jawed Angels
- 2005: Sandra Oh – Grey's Anatomy
- 2006: Emily Blunt – Gideon's Daughter
- 2007: Samantha Morton – Longford
- 2008: Laura Dern – Recount
- 2009: Chloë Sevigny – Big Love

### Anii 2010
- 2010: Jane Lynch - Glee
- 2011: Jessica Lange - American Horror Story
- 2012: Maggie Smith - Downton Abbey
- 2013: Jacqueline Bisset - Dancing on the Edge
- 2014: Joanne Froggatt - Downton Abbey
- 2015: Maura Tierney - The Affair
- 2016: Olivia Colman - The Night Manager
- 2017: Laura Dern - Big Little Lies
- 2018: Patricia Clarkson - Sharp Objects
- 2019: Patricia Arquette – The Act

### Anii 2020
- 2020: Gillian Anderson – The Crown
- 2021: Sarah Snook – Succesiunea
- 2022: Julia Garner - Ozark (serial tv) / Jennifer Coolidge - The White Lotus (miniserie sau film)
- 2023: Elizabeth Debicki – The Crown
- 2024: Jessica Gunning – Baby Reindeer